# Furacão da Costa Leste de 1896
O furacão da Costa Leste de 1896 foi um ciclone tropical lento que atingiu a Costa Leste dos Estados Unidos da Flórida à Nova Inglaterra em meados de outubro de 1896. O quinto ciclone tropical da temporada de furacões no Atlântico de 1896, formou-se em 7 de outubro no sul do Golfo do México e causou danos menores na Flórida ao cruzar o estado dois dias depois. De 10 a 13 de outubro, o furacão deslocou-se para nordeste ao longo da costa, atingindo seu pico de intensidade como a equivalência de um furacão de categoria 2 na atual escala Saffir-Simpson. O furacão sujeitou muitas áreas ao longo da costa leste a dias de mar alto e ventos de nordeste prejudiciais, que interromperam as operações de navegação.
A costa do Médio Atlântico experimentou marés de tempestade que submergiram e erodiram fortemente a Ilha de Cobb, parte das Ilhas Barreiras da Virgínia. Hotéis e chalés foram amplamente danificados, e o furacão trouxe o fim da passagem da ilha como uma instância popular de verão. Ao longo da costa de Jérsia, ferrovias baixas foram inundadas, calçadões foram destruídos e muitas casas de praia sofreram danos. O furacão causou danos de US$ 200.000 a instalações costeiras em Coney Island, em Nova York. Ao norte, rajadas de vento de até 130 km/h (80 mph) afetou o leste da Nova Inglaterra. Quatro marinheiros morreram em dois incidentes marítimos atribuídos ao furacão, e os danos totais chegaram a $ 500.000.

## História meteorológica
O quinto ciclone tropical documentado da temporada de 1896 foi observado pela primeira vez no sul do Golfo do México como uma fraca tempestade tropical em 7 de outubro. Ele seguiu em direção leste-nordeste e atingiu a costa em uma região pouco povoada do sudoeste da Flórida por volta das 00:02 UTC de 9 de outubro. A tempestade atravessou a Península da Flórida e emergiu em águas abertas perto de Sebastian. Voltando-se mais para o nordeste, a tempestade se intensificou gradualmente e atingiu a intensidade do furacão em 10 de outubro. Naquela noite, alertas de furacão foram lançados ao longo da costa Leste dos Estados Unidos, de Jacksonville, Flórida, a Boston, Massachusetts.
O furacão excepcionalmente lento atingiu seu pico de intensidade no início de 11 de outubro, com ventos máximos estimados de 160 km/h (100 mph). Pouco tempo depois, fez a sua maior aproximação ao Cabo Hatteras, Carolina do Norte, passando aproximadamente a 185 km (115 mi) a sudeste. Por vários dias, o furacão varreu a costa da Virgínia ao sul da Nova Inglaterra com rajadas de vento com força de furacão. A tempestade começou a enfraquecer à medida que lentamente ganhava latitude. Temperaturas excepcionalmente baixas foram registradas na cidade de Nova Iorque quando o sistema passou pela costa, sugerindo que ele havia começado a perder as suas características tropicais. Às 00:00 UTC de 14 de outubro, a tempestade completou a sua transição para um ciclone extratropical, e nenhum vento mais forte do que a força da tempestade tropical foi observado ao norte de 41°N. Pouco mais de um dia depois, os remanescentes extratropicais do furacão atingiram a costa central da Nova Escócia antes de se dissipar em 16 de outubro.

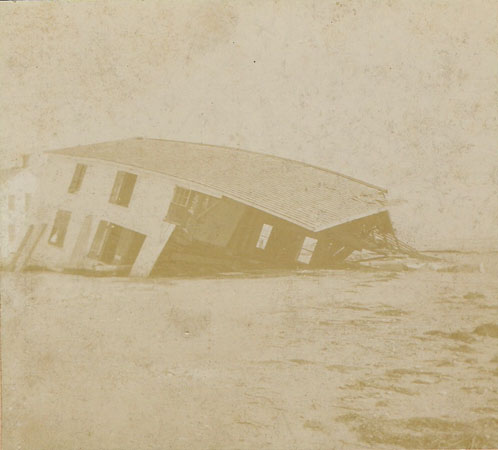
O Cobb's Island Hotel foi destruído pela tempestade nas Ilhas Barreira da Virgínia

A tempestade relativamente fraca causou poucos danos ao atingir a Flórida, embora algumas inundações costeiras tenham ocorrido perto de Punta Gorda. Um aparente tornado ao norte da trilha da tempestade destruiu uma casa e um anexo. Os vendavais do nordeste e as marés altas afetaram as partes do nordeste do estado, incluindo Fernandina, onde as docas de madeira foram inundadas e partes dos Caminho de Ferro da Florida Central e Peninsular foram destruídos. As enchentes nas ruas também afetaram Saint Augustine, mas nenhum grande dano foi relatado lá.
Fortes vendavais do norte afetaram os Outer Banks da Carolina do Norte por três dias, chegando a 116 km/h (72 mph) em Kitty Hawk em 11 de outubro. Os ventos chegaram a 110 km/h (70 mph) ao longo dos Cabos da Virgínia e 64 km/h (40 mph) mais a oeste em Norfolk. Dentro dos cabos, um cargueiro chamado Henry A. Litchfield encalhou em 12 de outubro. A inundação da maré de tempestade inundou a casa do faroleiro da Luz de Cabo Henry e destruiu postes telegráficos, enquanto danos graves foram relatados em Virginia Beach. Lá, ondas altas destruíram redes de pesca e anteparas desmoronadas, mas o aviso prévio da tempestade permitiu que a maioria das embarcações enfrentasse com segurança a tempestade no porto. Perto de Norfolk, as enchentes danificaram as margens do Canal Dismal Swamp a ponto de desabar em alguns pontos. A tempestade inundou as Ilhas Barreiras da Virgínia, cobrindo completamente a Ilha de Cobb, uma instância popular verão, a uma profundidade de pelo menos 1 ft (0.30 m). Ondas fortes, supostamente 40 ft (12 m) de altura, esmagaram algumas casinhas e enterraram outras parcialmente na areia, ao mesmo tempo que depositava numerosos barcos no meio da ilha. Equipes do Serviço de Salvamento dos Estados Unidos resgataram duas mulheres em perigo iminente de serem arrastadas para o mar. À medida que as águas subiam, os moradores fugiram para os andares superiores de suas casas para aguardar o resgate pelos salva-vidas. O Hotel Cobb's Island foi uma perda total, e quase todos os edifícios da ilha sofreram algum grau de dano. A tempestade reivindicou cerca de 50 acres (20 ha) da Ilha Cobb's, reduzindo seu tamanho em dois terços; posteriormente, os habitantes abandonaram a ilha e seu uso como resort acabou. Devido à natureza lenta do furacão, a inundação persistiu por dois dias antes de diminuir.
Ao longo da costa de Delaware, perto do Cabo Henlopen, a escuna Luther A. Roby encalhou e foi quebrada pelas ondas fortes. Três membros da tripulação morreram no naufrágio e outros cinco chegaram à costa com segurança com a ajuda de equipes de resgate. No mar, o navio a vapor Baron Innerdale foi danificado pela tempestade e um dos tripulantes foi arrastado para o mar.

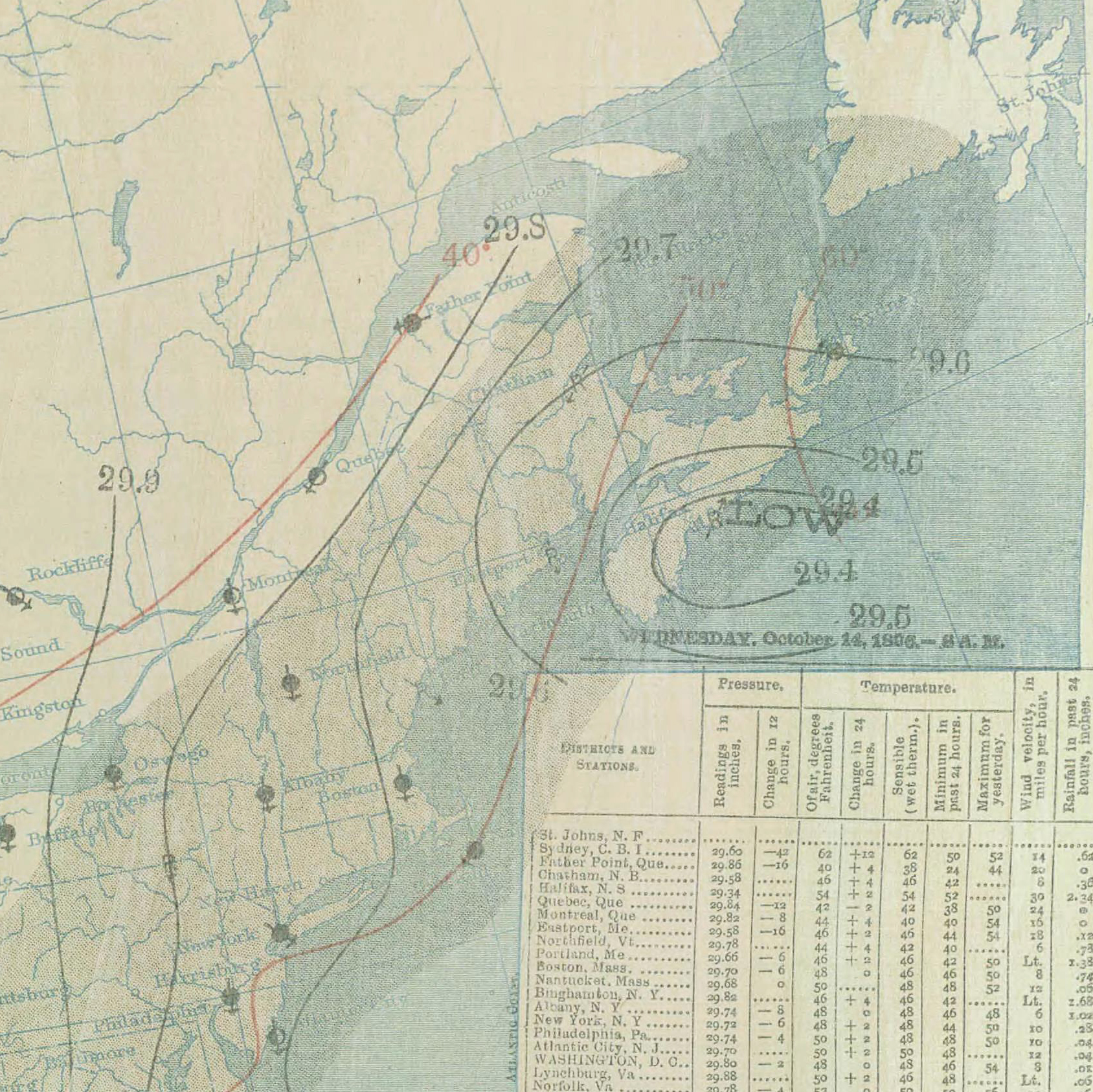
Mapa da tempestade extratropical perto da Nova Escócia em 14 de outubro

Os piores efeitos foram observados ao longo da costa nordeste de Nova Jérsia a Nova Inglaterra. Nessas áreas, inundações costeiras e vendavais persistentes infligiram cerca de US$ 500.000 em danos à propriedade à beira-mar. Muitas casas pequenas, paredões, cais e píeres foram danificados ou destruídos. As rajadas de vento ao longo da costa de Jérsia chegaram a 121 km/h (75 mph), que derrubou prédios e derrubou casas de veraneio de suas fundações. Casas e empresas em Asbury Park foram bombardeadas pelos escombros de um trecho de meia milha do calçadão que foi destruído. Milhares de espectadores se alinharam na costa para assistir às ondas enormes. Um dos principais hotéis em Sea Isle City foi demolido, junto com vários chalés. A tempestade inundou fortemente as ruas da cidade e danificou iates ao longo da costa. Ao sul de Sea Isle City, o vapor Spartan encalhou depois que seu capitão passou 30 horas lutando contra a tempestade ao leme. Em Atlantic City, um píer de diversões foi fortemente danificado pelo impacto dos destroços desalojados de uma escuna anteriormente afundada, enquanto outro foi quebrado pelas ondas. Os ventos em Atlantic City chegaram a 89 km/h (55 mph), e as enchentes cercaram algumas casas, obrigando os moradores a deixarem suas casas de barco. A ferrovia para Ocean City foi destruída, deixando a comunidade temporariamente isolada. Os trilhos da ferrovia também foram submersos ao sul em Cape May. Mais para o interior, os ventos derrubaram algumas árvores e fios aéreos. Em Millville, as marés altas fizeram com que o rio Maurice transbordasse e destruísse as plantações nos campos vizinhos.
Hog Island, uma ilha barreira que foi arrastada pelo furacão de Nova Iorque de 1893, foi ainda mais corroída pelo mar agitado. Praias, pavilhões, casas de banho e calçadões em Coney Island sofreram danos significativos, com muitos pequenos edifícios ao longo de Brighton Beach sendo "recolhidos fisicamente e levados embora". Esperava-se que os danos em Coney Island custassem pelo menos $ 200.000. Em Far Rockaway, Queens as casas à beira-mar construídas sobre palafitas foram destruídas, enquanto inundações significativas se estendiam bem para o interior; vários hotéis foram inundados por pelo menos 2 ft (0.61 m) de água. Na Nova Inglaterra, a tempestade manteve todos os navios no porto por vários dias. Os ventos mais fortes registrados em terra ocorreram em Block Island, Rhode Island, onde as rajadas chegaram a 130 km/h (80 mph). Em outros lugares, os ventos atingiram o pico de 97 km/h (60 mph) em Nantucket, Massachusetts, e 84 km/h (52 mph) em Boston. A tempestade destruiu parcialmente um paredão e deslocou um prédio de sua fundação em Narragansett Pier, Rhode Island. Perto de South Boston, a tempestade quebrou 15 iates de suas amarras e os jogou na praia, afundando vários outros. A escuna Alsatin afundou na Ilha Bakers ; sua tripulação de quatro pessoas foi resgatada por um navio que passava. Em Cohasset, uma nova estação de salva-vidas construída pela Massachusetts Humane Society foi destruída. À medida que o antigo furacão se movia sobre a Nova Escócia, Halifax experimentou rajadas de vento e chuvas moderadas.